# بیرونگ
بیرونگ (به لهستانی:  Bieruń) یک منطقهٔ مسکونی در لهستان است که در شهرستان بیرونگ-لنجن واقع شده‌است. بیرونگ ۴۰٫۶۷ کیلومتر مربع مساحت و ۱۹٬۴۶۴ نفر جمعیت دارد.

## خواهرخوانده
شهر گوندلفینگن خواهرخواندهٔ بیرونگ هست.